# Annalagraharam
Annalagraharam es una  ciudad censal situada en el distrito de Thanjavur en el estado de Tamil Nadu (India). Su población es de 11129 habitantes (2011). Se encuentra a 33 km de Thanjavur y a 4 km de Kumbakonam.

## Demografía
Según el censo de 2011 la población de Annalagraharam era de 11129 habitantes, de los cuales 5534 eran hombres y 5595 eran mujeres. Annalagraharam tiene una tasa media de alfabetización del 84,99%, superior a la media estatal del 80,09%: la alfabetización masculina es del 90,22%, y la alfabetización femenina del 79,91%.